# David Rosenhan
David L. Rosenhan (ur. 22 listopada 1929, zm. 6 lutego 2012) – amerykański psycholog. Najbardziej znany jest z przeprowadzonego przez siebie doświadczenia – studium kwestionowania ważności psychiatrycznych diagnoz.
Rosenhan otrzymał tytuł licencjata na Yeshiva University. Na Uniwersytecie Columbia w 1953 roku zdobył tytuł magistra, a pięć lat później doktorat z psychologii. Rosenhan był czołowym ekspertem od psychologii i prawa. Był pionierem w stosowaniu metod psychologicznych w praktyce prawniczej. Był stypendystą American Association for the Advancement of Science i był wizytującym profesorem na Wolfson College w Uniwersytecie Oksfordzkim. Przed podjęciem pracy w Stanford Law School w 1970, był członkiem wydziałów Swarthmore College, Princeton University i Haverford College. Był także psychologiem naukowym Educational Testing Service i wykładowcą na Uniwersytecie Pensylwanii.
W 1973 Rosenhan opublikował "On Being Sane in Insane Places", jeden z najbardziej poczytnych artykułów w dziedzinie psychologii. W artykule przedstawiono szczegóły eksperymentu Rosenhana. Obaj z Martinem Seligmanem wierzyli, że istnieje siedem głównych cech nieprawidłowości: cierpienie; niezdolność do dostosowania, sugestywność i pozbawienie konwencji, nieprzewidywalność i brak kontroli, irracjonalność i niezrozumiałość, dyskomfort obserwatora, oraz łamanie norm moralnych i ideałów.
Profesor Rosenhan został nominowany, a później mianowany przez Stanfordzki Wydział Psychologii profesorem emerytowanym. Zmarł w dniu 6 lutego 2012 roku, w wieku 82 lat.